# لودوفيك هاليفي

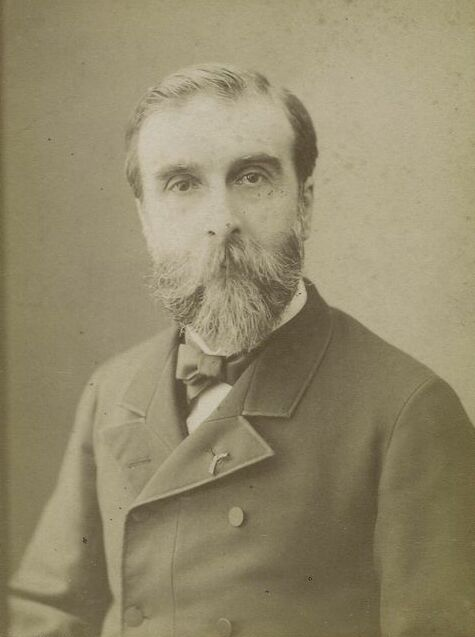
لودوفيك هاليفي

لودوفيك هاليفي (بالفرنسية: Ludovic Halévy) ـ (1 يناير 1834 ـ 7 مايو 1908) هو مؤلف وكاتب مسرحي وكاتب ليبريتو فرنسي. تعاون مع هنري ميلهاك في كتابة العديد من النصوص الأوبرالية (الليبريتو) منذ التقيا حوالي سنة 1860 ولعشرين عامًا تالية. انتُخب ـ كرفيقه ميلهاك ـ عضوًا بالأكاديمية الفرنسية (المقعد 22) سنة 1884.
تحول أبوه «ليون هاليفي» من اليهودية إلى الكاثوليكية قبل زواجه من ألكسندرين ليباس، التي كانت ابنة معماري مسيحي.

## هاليفي بالعربية
تعد مسرحية «هيلانة الجميلة» ـ التي كتبها هاليفي وميلهاك سنة 1864 ـ أول نص مسرحي يترجم ويُنشر بالعربية في مصر؛ حيث ترجمها رفاعة الطهطاوي بتكليف من الخديو إسماعيل ونُشرت الترجمة سنة 1868، وعُرضت في 17 يناير 1869، في مناسبة الاحتفال بعيد جلوس الخديو على العرش، وافتتاح أول مسرح رسمي في منطقة الأزبكية بالقاهرة.

## روابط خارجية
- لودوفيك هاليفي على موقع IMDb (الإنجليزية)
- لودوفيك هاليفي على موقع الموسوعة البريطانية (الإنجليزية)
- لودوفيك هاليفي على موقع ألو سيني (الفرنسية)
- لودوفيك هاليفي على موقع ميوزك برينز (الإنجليزية)
- لودوفيك هاليفي على موقع أول موفي (الإنجليزية)
- لودوفيك هاليفي على موقع قاعدة بيانات برودواي على الإنترنت (الإنجليزية)
- لودوفيك هاليفي على موقع قاعدة بيانات الأفلام السويدية (السويدية)
- لودوفيك هاليفي على موقع إن إن دي بي (الإنجليزية)
- لودوفيك هاليفي على موقع ديسكوغز (الإنجليزية)
- لودوفيك هاليفي على موقع قاعدة بيانات الفيلم (الإنجليزية)